# Aeroporto de Naha
O aeroporto de Naha (em japonês:  那覇空港) (IATA: OKA, ICAO: ROAH) é um aeroporto em Okinawa localizado a 4 km a oeste de Naha. É o sétimo aeroporto mais movimentado do Japão e o principal terminal aéreo para passageiros e cargas que viagam de e para a Prefeitura de Okinawa. Também abriga uma base aérea da Autodefesa do Japão.